# Denmark Open/Dameneinzel
Folgend die Sieger und Finalisten der Denmark Open im Badminton im Dameneinzel.
| Jahr      | Sieger                | Finalist                | Ergebnis            |
| --------- | --------------------- | ----------------------- | ------------------- |
| 1936      | Ruth Frederiksen      |                         |                     |
| 1937      | Tonny Olsen           |                         |                     |
| 1938      | Daphne Young          |                         |                     |
| 1939      | Tonny Olsen           |                         |                     |
| 1939 1945 | nicht ausgetragen     | nicht ausgetragen       | nicht ausgetragen   |
| 1946      | Tonny Olsen           |                         |                     |
| 1947      | Tonny Olsen           |                         |                     |
| 1948      | Tonny Olsen           |                         |                     |
| 1949      | Tonny Olsen           |                         |                     |
| 1950      | Tonny Olsen           |                         |                     |
| 1951      | Tonny Olsen           | Aase Svendsen           | 11-2, 11-3          |
| 1952      | Aase Schiøtt Jacobsen |                         |                     |
| 1953      | Aase Schiøtt Jacobsen | Birgit Schultz-Pedersen | 11-6, 11-1          |
| 1954 1955 | nicht ausgetragen     | nicht ausgetragen       | nicht ausgetragen   |
| 1956      | Aase Schiøtt Jacobsen |                         |                     |
| 1957 1965 | nicht ausgetragen     | nicht ausgetragen       | nicht ausgetragen   |
| 1966      | Lizbeth von Barnekow  | Ulla Strand             | 11-4, 11-6          |
| 1967      | Noriko Nakayama       | Imre Rietveld           | 11-5, 11-3          |
| 1968      | Eva Twedberg          |                         |                     |
| 1969      | Hiroe Yuki            | Noriko Takagi           | 12-10, 11-2         |
| 1970      | Eva Twedberg          | Etsuko Takenaka         | 11-2, 11-2          |
| 1971      | Noriko Takagi         | Hiroe Yuki              | 11-7, 11-7          |
| 1972      | Eva Twedberg          | Noriko Nakayama         | 11-4, 11-6          |
| 1973      | Hiroe Yuki            | Imre Rietveld Nielsen   | 11-7, 11-6          |
| 1974      | Hiroe Yuki            | Lene Køppen             | 11-4, 9-12, 12-9    |
| 1975      | Lene Køppen           | Joke van Beusekom       | 11-1, 11-6          |
| 1976      | Lene Køppen           | Joke van Beusekom       | 11-4, 11-1          |
| 1977      | Hiroe Yuki            | Joke van Beusekom       | 11-4, 11-8          |
| 1978      | Lene Køppen           | Atsuko Tokuda           | 11-4, 9-11, 11-9    |
| 1979      | Lene Køppen           | Hiroe Yuki              | 11-8, 7-11, 11-2    |
| 1980      | Yoshiko Yonekura      | Ivanna Lie              | 11-8, 12-11         |
| 1981      | Lene Køppen           | Saori Kondo             | 11-1, 11-2          |
| 1982      | Wu Jianqiu            | Xu Rong                 | 11-5, 11-0          |
| 1983      | Qian Ping             |                         |                     |
| 1984      | Kirsten Larsen        | Helen Troke             | 11-6, 11-7          |
| 1985      | Zheng Yuli            | Wu Jianqiu              | 11-8, 8-11, 11-7    |
| 1986      | Zheng Yuli            | Pernille Nedergaard     | 11-4, 11-3          |
| 1987      | Lee Young-suk         | Chun Sung-suk           | 11-3, 11-5          |
| 1988      | Li Lingwei            | Han Aiping              | 11-7, 11-7          |
| 1989      | Tang Jiuhong          | Han Aiping              | 11–0, 11–1          |
| 1990      | Tang Jiuhong          | Zhou Lei                | 11–3, 11–2          |
| 1991      | Susi Susanti          | Huang Hua               | 11–5, 6–11, 11–8    |
| 1992      | Susi Susanti          | Lim Xiaoqing            | 11–3, 11–3          |
| 1993      | Ye Zhaoying           | Liu Yuhong              | 11-8, 11-1          |
| 1994      | Camilla Martin        | Lim Xiaoqing            | 11-5, 5-11, 12-11   |
| 1995      | Lim Xiaoqing          | Wang Chen               | 11–6, 11–3          |
| 1996      | Gong Zhichao          | Marina Andrievskaia     | 12-11, 11-4         |
| 1997      | Camilla Martin        | Mette Pedersen          | 11–2, 11–8          |
| 1998      | Camilla Martin        | Ye Zhaoying             | 13–10, 11–8         |
| 1999      | Camilla Martin        | Zhou Mi                 | 8–11, 11–4, 11–1    |
| 2000      | Zhou Mi               | Camilla Martin          | 1–11, 11–6, 11–7    |
| 2001      | Camilla Martin        | Pi Hongyan              | 8–6, 7–3, 7–0       |
| 2002      | Camilla Martin        | Gong Ruina              | 11-5, 3-11, 11-7    |
| 2003      | Gong Ruina            | Zhou Mi                 | 4-11, 13-10, 11-3   |
| 2004      | Xie Xingfang          | Xu Huaiwen              | 11-9, 8-11, 11-7    |
| 2005      | Pi Hongyan            | Xu Huaiwen              | 7–11, 11–4, 11–5    |
| 2006      | Jiang Yanjiao         | Lu Lan                  | 21–14, 21–14        |
| 2007      | Lu Lan                | Zhang Ning              | 21–17, 21–14        |
| 2008      | Wang Lin              | Zhou Mi                 | 21–18, 21–10        |
| 2009      | Tine Rasmussen        | Wang Yihan              | 21-18, 19-21, 21-14 |
| 2010      | Wang Yihan            | Liu Xin                 | 21-14, 21-12        |
| 2011      | Wang Xin              | Wang Yihan              | 21-14, 23-21        |
| 2012      | Saina Nehwal          | Juliane Schenk          | 21-17, 21-8         |
| 2013      | Wang Yihan            | Sung Ji-hyun            | 16-21, 21-18, 22-20 |
| 2014      | Li Xuerui             | Wang Yihan              | 21-17, 22-20        |
| 2015      | Li Xuerui             | P. V. Sindhu            | 21-19, 21-12        |
| 2016      | Akane Yamaguchi       | Tai Tzu-ying            | 19-21, 21-14, 21-12 |
| 2017      | Ratchanok Intanon     | Akane Yamaguchi         | 14-21, 21-15, 21-19 |
| 2018      | Tai Tzu-ying          | Chen Yufei              | 21-13, 12–21, 21-9  |
| 2019      | Tai Tzu-ying          | Nozomi Okuhara          | 21-14, 21-17        |
| 2020      | Nozomi Okuhara        | Carolina Marín          | 21-19, 21-17        |
| 2021      | Akane Yamaguchi       | An Se-young             | 18-21, 25–23, 16-5r |
| 2022      | He Bingjiao           | Chen Yufei              | 22-20, 12–21, 21-10 |
| 2024      | Wang Zhiyi            | An Se-young             | 21-10, 21-12        |